# علم الوراثة العكسي

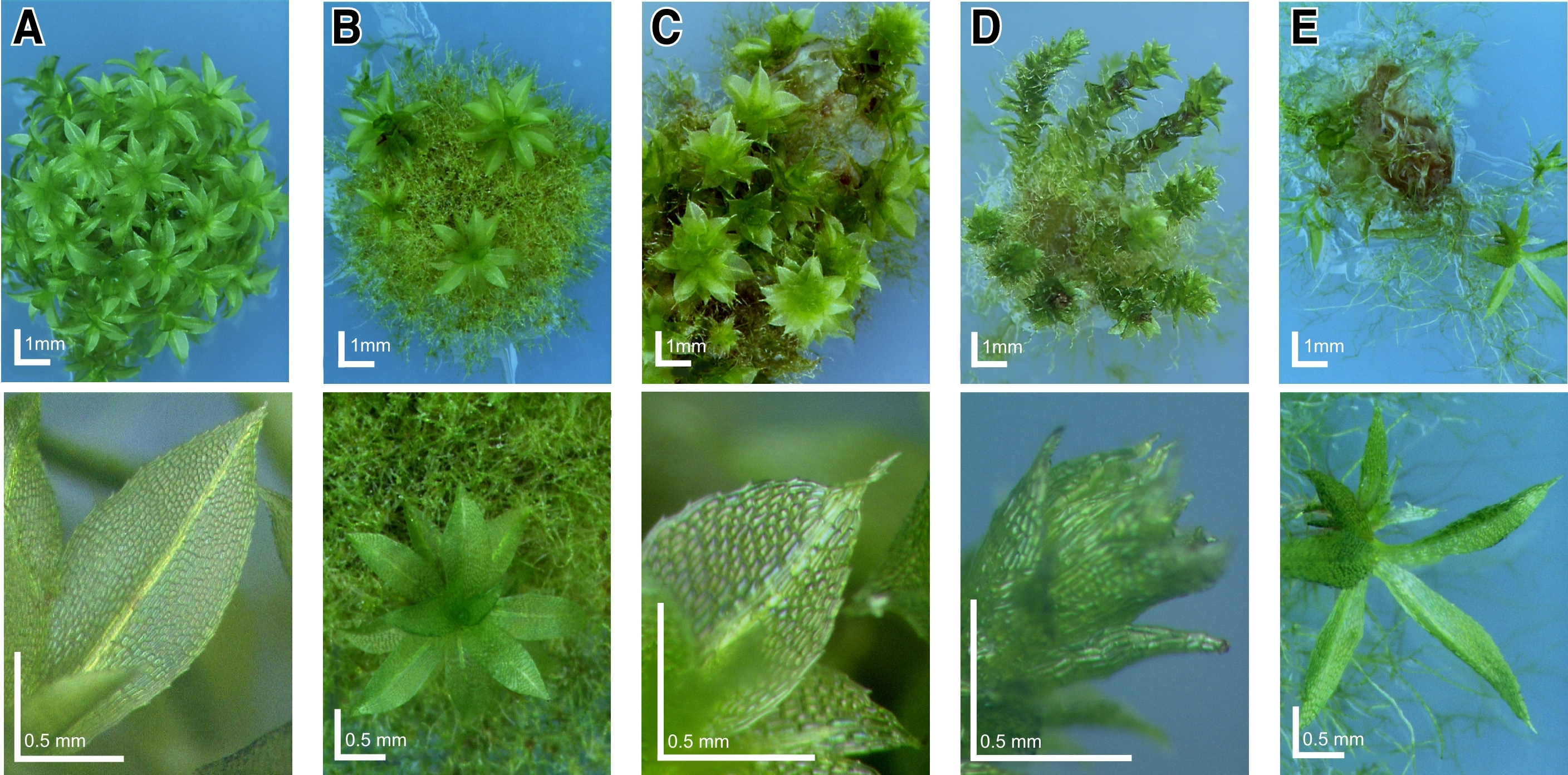

الوراثة العكسية هي طريقة تستخدم لفهم وظيفة مورثة ما من خلال تحليل تأثيرات الأنماط الظاهرية لتسلسل المورثات الهندسي المحدد. عادةً ما يتم إجراء الوراثة العكسية بالإتجاه المعاكس لما يسمى بعلم الوراثة التقدمي وهو أحد فروع علم الوراثة الكلاسيكي. بمعنى آخر، بينما يسعى علم الوراثة التقدمي لإيجاد القواعد الوراثية الخاصة بنمط ظاهري أو سمة ما فإن علم الوراثة العكسي يسعى لإيجاد أيُّ الأنماط الظاهرية يظهر كنتيجة لتسلسل وراثي معين. تسلسل الحمض النووي الآلي يولد كميات كبيرة من بيانات التسلسل الوراثي بسرعة كبيرة نسبياً، الكثير من التسلسلات الوراثية يتم اكتشافها مسبقاً عن غيرها متضمنة معلومات حيوية بشكلٍ أسهل نوعا ما. تحاول الوراثة العكسية ربط تسلسل وراثي معين مع تظاهرات نوعية على العضوية.

## التقنيات المستخدمة
1. لمعرفة تأثير تسلسل نمط ظاهري ما أو لاكتشاف وظيفته الحيوية يقوم الباحثون بإجراء تغيير أو تثبيط في الحمض النووي. بعد إجراء هذا التغيير يقوم الباحث بالبحث عن التأثير الحاصل نتيجة هذا التحول الذي طرأ، في الجسم كاملاً.

توجد عدة طرق مختلفة للوراثة العكسية:
- الحذف الموجه أو الطفرة النقطية:

تطفر نوعي الموقع هو آلية معقدة بإمكانها إما تغيير المناطق المنتظمة في محفز مورثة ما أو إجراء تغييرات دقيقة في الشيفرة الوراثية في قالب القراءة المفتوح لتحديد بقايا الأحماض الأمينية الهامة لوظيفة البروتين.
- النوع البري من طحالب فيسكوميتيريلا باتنز (A) وطحالب الحزاز المعطل وراثياً (D-B): نشاهد تحورات الأنماط الظاهرية المستحثة في مكتبة التحولات الخاصة بتثبيط المورثات. تم زراعة الحد الأدنى من النوع البري من طحلب فيسكوميتيريلا باتنز والنباتات المحورة في وعاء متوسط الحجم لتحريض التحولات والتطورات على حوامل الأعراس (الأمشاج).

بنظرة عامة على كل نبتة نجد (الصف العلوي شريط المقياس يصل ل1مم) وبصورة أقرب (الصف السفلي شريط المقياس يصل فيه ل0.5مم) كما هو موضح. A: نبات طحلب وحيد من النوع البري مغطى بالكامل بحوامل الأعراس المورقة وشكله أقرب للأوراق البرية. B-D: طفرات مختلفة.
بشكل آخر، هذه التقنية يمكن استخدامها لتكوين الألائل الخاوية لكي تكون المورثة غير وظيفية، على سبيل المثال حذف مورثة بواسطة الإستهداف الجيني (تثبيط الجين) والذي يتم اجراؤه في بعض العضويات مثل الخميرة والفئران والطحلب، المميز من بين كل النباتات طحلب فيسكوميتيريلا باتنز حيث يتم تثبيط الجين فيه بواسطة التأشيب المتماثل لتكوين طحلب الحزاز المثبط وراثيا (أنظر الشكل) وبنفس الفعالية في الخميرة تقريباً.
في حالة نظام نموذج الخميرة، تم إجراء عمليات حذف لكل مورثة غير ضرورية في الشريط الوراثي الخاص بالخميرة في حالة نظام النماذج النباتية تم إنشاء مكتبات طفرية ضخمة استناداً على بنى تثبيط المورثات.
في الطَرق الجيني فإن الدواخل الذاتية يتم استبدالها بتسلسل معدل معين.
في بعض الحالات، يمكن استخدام الألائل الشرطية بحيث تكون للمورثة وظيفة طبيعية حتى يتم تنشيط الأليل الشرطي. وقد يستلزم هذا التطرق في مواقع إعادة التركيب الجيني مثل مواقع (lox أو frt) التي ستتسبب في حذف مورثة معينة عند تحفيز موقع إعادة تركيب جيني معين مثل (Crp و Flp).
يمكن تحريض إعادة التركيب الجيني ل Cre و Flp بالعلاج الكيماوي والعلاج بالصدمة الحرارية أو الاقتصار على مجموعة فرعية محددة من الأنسجة.
تقنية أخرى يمكن استخدامها وهي Tilling وهي وسيلة تجمع بين تقنية الطفرات الفعالة القياسية والتحول الطفري الكيماوي كما في ميثيل سلفونات الإيثيل (EMS) وباستخدام تقنية تصوير الحمض النووي الشعاعي الحساس والتي تحدد الطفرة النقطية في مورثة مستهدفة.

## تكوين اللقاح
تلعب الوراثة العكسية دوراً كبيرا في تركيب اللقاحات، يمكن تكوين اللقاحات عن طريق هندسة أنماط وراثية جديدة من السلالات الفيروسية المعدية التي يتم إنقاص قدراتها المرضية لتسهيل تكوين مناعة لدى المضيف.
يستخدم نهج الوراثة العكسية لتكوين لقاحات ضد السلالات الوراثية الفيروسية المعروفة لإعطاء النمط الظاهري المطلوب: مثل فيروس ذو قدرة مرضية ضعيفة ومشابه لسلالة فيروس منتشرة حالياً.
يوفر علم الوراثة العكسية طريقة ملائمة للطريقة التقليدية لإنتاج لقاحات خاملة والتي يتم قتل الفيروسات فيها بالحرارة أو غيرها من الطرق الكيميائية.
تعرف اللقاحات التي يتم تركيبها بواسطة طرق الوراثة العكسية باسم اللقاحات الواهنة، وهذا بسبب أنها تحوي فيروسات حية ضعيفة (موهنة).
يتم إنتاج اللقاحات الواهنة عن طريق الجمع بين المورثات من سلالة فيروس جديدة أو حالية مع فيروسات ضعيفة من نفس النوع.
يتم إنتاج الفيروسات الضعيفة عن طريق نشر فيروش حي تحت ظروف بيئية جديدة مثل بيضة الدجاج وهذا وهذا ينتج سلالات فيروسية حية لا تمرض البشر حيث أن هذه الفيروسات المضعفة مسبقاً لدرجة لا تستطيع مضاعفة حمضها النووي بالقدر الكافي لتحريض عدوى مؤذية المضيف.
وعلى أية حال، لا يزال التعبير عن المورثات الفيروسية نشطاً في خلية المضيف من خلال مضاعفته لمرة واحدة مما يسمح بتكوين مناعة ضدها.

### لقاح الأنفلونزا
هناك طويقة شائعة لتركيب لقاح باستخدام تقنيات الوراثة العكسية وهي استخدام البلازميدات لتوليد فيروسات مضعفة. هذه التقنية شائعة وتستخدم في الإنتاج السنوي للقاح الإنفلونزا. حيث أن نظام البلازميدات الثماني يمكنه بسرعة إنتاج لقاح فعَّال. الحمض النووي الكامل لفيروس انفلونزا A يتألف من ثمانية أجزاء من الحمض النووي الريبوزي لذلك فإن المركب المكون من الدنا المتمم الفيروسي لستة بلازميدات المضعف مع بلازميدين من النوع البري سيمكننا من تركيب سلالة لقاح. لتطوير لقاح الإنفلونزا، فإن الجزئين الرابع والسادس من الحمض النووي الريبوزي الذي يشفر بروتينات الراصة الدموية وبروتين النورمينيداز على التوالي مأخوذ من فيروس في الدم في حين أن باقي الأجزاء الستة مشتقة من السلسلة الرئيسية.
تحمل بروتينات HA و NA تنوعا كبيراً من المستضدات وبالتالي يتم أخذها من السلالة الحالية التي ينتج عنها اللقاح لأتتاج لقاج جيد مماثل. يتم تصنيع متمم الدنا من الحمض النووي الريبي الفيروسي من سلالات رئيسية مضعَّفة باستخدام تفاعل النسخ العكوس لسلسلة البوليميراز RC-PCR. بعد ذلك، يتم إدخال هذا الدنا المتمم بين داعم بوليمراز الحمض النووي الريبي الأول (pol |) والسلسلة الفاصلة. بعد هذا، يكون متمم الدنا الأول (pol |) محاط بداعم البوليمراز الحمض النووي الثاني (pol ||) وموقع التذييل بعديد الأدينيلات.
ثم يتم إدخال هذه السلسلة كاملة في البلازميد السادس المشتق من سلالة متممة دنا رئيسية مضعفة ويتم تحويلها لخلية مستهدفة وغالباً ما تكون بيضة دجاج إلى جانب اثنين من البلازميدات من سلالة الإنفلونزا البرية الموجودة في الدم حالياً. داخل الخلية المستهدفة، يقوم كل من انزيم pol | و pol || “المكدسين" بنسخ متمم الدنا الفيروسي لتوليف كل من الحمض النووي الريبي الفيروسي السلبي والحمض النووي الرسول الإيجابي مما يخلق بشكل فعال فيروس موهن.
والنتيجة هي وجود لقاح خامل يشبه سلاسل الفيروس الحالية مما يسمح للمضيف بناء مناعة ضدها يمكن عندئذٍ استخدام سلالة اللقاح المصنعة هذه كفيروس أولي لتركيب لقاحات أخرى.

### المحاسن والمساوئ
اللقاحات المهندسة بواسطة علم الوراثة العكسية تحمل العديد من المزايا تفوق اللقاحات التقليدية أكثرها ملاحظة هو سرعتها في الإنتاج ويعود ذلك للتباين العالي للمستضد في البروتينات HA و NA ولذلك فإن النهج الوراثي العكسي يسمح بالنمط الوراثي الضروري (أي الذي يحتوي على بروتينات NA و HA المأخوذة من سلالات الفيروس الموجود في الدم حالياً) أن يتشكل بسرعة.
بالإضافة لذلك، فإن المنتج النهائي من إنتاج لقاح الوراثة العكسية والذي هو لقاح حي يظهر نسبة مناعة أعلى من اللقاحات التقليدية المعطلة، والتي يتم قتل الفيروسات فيها باستخدام الإجراءات الكيميائية قبل وضعها باللقاح.
ومع ذلك، بسبب الطبيعة الحية للفيروسات المخففة، قد تنشأ مضاعفات لدى المرضى الذين يعانون من نقص المناعة وهناك أيضاً احتمال أن يؤذي ذلك لحدوث طفرة في الفيروس تحول اللقاح إلى فيروس حي غير موهن.